# Audi A4 B8
L'Audi A4 B8 (nome in codice di progetto Typ 8K) è la quarta generazione dell'Audi A4, un'autovettura di fascia medio-alta (Segmento D) prodotta dalla casa automobilistica tedesca Audi dal 2007 al 2016.

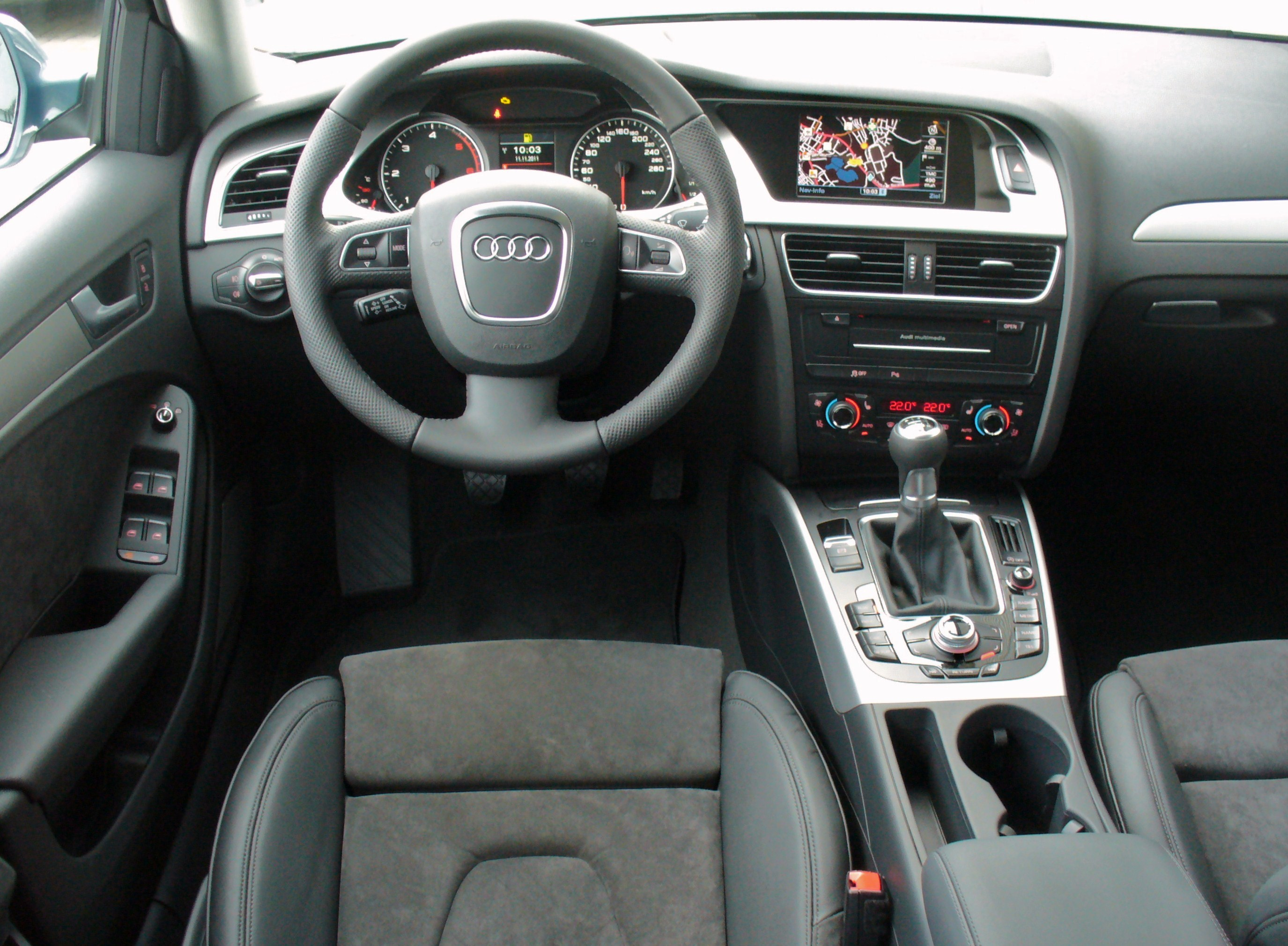
Interni

## Storia e profilo

### Debutto
La quarta generazione della A4 venne presentata ufficialmente nel settembre 2007 al Salone di Francoforte, per sostituire la precedente generazione. Le prime consegne si ebbero nel dicembre dello stesso anno.

### Design
La A4 B8 sotto l'equipe di designers guidata da Walter de Silva seppe attualizzarne il design molto efficacemente, portando il Cx a 0,27, anche se lo stile puro e semplice non fu la sola grande novità introdotta dalla A4 B8. La nuova berlina di Ingolstadt, infatti, si propose con un corpo vettura sensibilmente più grande: ben 11 cm in più come lunghezza, 5 cm in più in larghezza, 1,5 cm in più come altezza e per finire un passo maggiorato di ben 15 cm. Il tutto per conferire maggior importanza al modello, un maggior slancio nelle forme e persino una maggior distribuzione dei pesi fra i due assi, poiché il cofano motore, sensibilmente più lungo, consentì di spostare in avanti l'avantreno di 15 centimetri e quindi di ridurre lo sbalzo anteriore, oltre che di arretrare il gruppo motopropulsore.
Il frontale era dominato dalla grande calandra single frame già presente anche nella precedente A4: anche i gruppi ottici riprendevano nello stile quelli del modello precedente, con il loro disegno allungato, dalle estremità spigolose e col lato inferiore ondulato, anche se nella generazione B8 apparivano più moderni. In sostanza, però, si trattava soprattutto di un frontale assai simile a quello della coupé A5, lanciata pochi mesi prima e che condivideva la stessa base meccanica della A4 B8. La vista laterale rivela un design assai sobrio, come da tradizione Audi, ma soprattutto permette di apprezzare il notevole allungamento dell'interasse, tanto da risultare solo 3 cm più corto della contemporanea generazione della più grande Audi A6. Una delle novità introdotte dalla A4 B8 furono gli specchietti retrovisori esterni con indicatori di direzione integrati nelle calotte. Anche la coda, pur essendo anch'essa piuttosto sobra, appariva come un'evoluzione stilistica della precedente A4, con gruppi ottici a sviluppo orizzontale e dalla sagoma arrotondata.
A un notevole aumento delle dimensioni esterne non corrispose però un analogo aumento dell'abitabilità interna, visto che l'interasse maggiorato è servito quasi esclusivamente per il già descritto allungamento del cofano motore. Lo spazio all'interno rimase quindi sugli stessi livelli di quello della precedente A4. Il posto guida era dominato da una console centrale affollata di comandi che finiva per rendere troppo caotica la vista d'insieme. Il cruscotto era caratterizzato da una doppia cornice dal profilo "a camme" che circondava i due strumenti principali, mentre il volante multifunzione era a quattro razze. Nel complesso, il disegno del gruppo plancia-console era ripreso da quello della A6. La capacità del bagagliaio era di 480 litri.

### Struttura, meccanica e motori
La B8 nasceva sul nuovo pianale modulare MLB, destinato a equipaggiare numerosi altri modelli della Casa, anche di segmento superiore, vista la possibilità di allungarlo e allargarlo notevolmente. Nonostante le dimensioni sensibilmente aumentate, la A4 B8 risultava più leggera del 10% rispetto al modello precedente. Questo grazie alla leggerezza del pianale stesso, ma anche grazie all'impiego di acciai altoresistenziali per la scocca, più leggeri rispetto agli acciai tradizionali. Lo schema meccanico della vettura era del tipo a motore anteriore longitudinale, con trazione anteriore o integrale.
L'avantreno e il retrotreno riprendevano la geometria della serie precedente, ma vennero completamente riprogettati: all'anteriore si trovava sempre un quadrilatero alto ad asse sterzante virtuale in alluminio, ma la scatola dello sterzo venne montata in basso e davanti l'asse anteriore e il retrotreno restava un multilink a 4 bracci ora interamente in alluminio. L'impianto frenante prevedeva quattro dischi, dei quali quelli anteriori erano autoventilanti, mentre lo sterzo era a cremagliera con rapporto 16.3:1, il servocomando era di tipo idraulico fino al restyling; poi verrà reso elettrico.
Al suo debutto, la A4 B8 era prevista in cinque motorizzazioni, delle quali due a benzina e tre a gasolio, tutte con alimentazione a iniezione diretta:
- 1.8 TFSI: motore da 1798 cm3 sovralimentato mediante turbocompressore e in grado di erogare una potenza massima di 160 CV;
- 3.2 FSI: motore da 3197 cm3 aspirato, con potenza massima di 265 CV;
- 2.0 TDI: motore turbodiesel di base, della cilindrata di 1968 cm3, con tecnologia common rail e con potenza massima di 143 CV;
- 2.7 TDI: motore turbodiesel common rail da 2698 cm3 con potenza massima di 190 CV;
- 3.0 TDI: motore turbodiesel common rail da 2967 cm3, con potenza massima di 240 CV.

Il cambio previsto di serie per queste motorizzazioni era uno solo, vale a dire di tipo manuale a 6 marce, anche se a richiesta era possibile ottenere un cambio a variazione continua che simula 8 rapporti (per 1.8 TFSI, 2.0 TDI e 2.7 TDI), un automatico a 6 rapporti Tip-tronic (per 3.2 FSI) o un doppia frizione a 7 rapporti S-tronic (per il 3.0 TDI).
Furono prodotti anche pochissimi esemplari con motorizzazione 3.0TDI e cambio Tiptronic. 
La trazione era anteriore per tutti i modelli, tranne che per la 3.0 TDI, disponibile solo a quattro ruote motrici. Le altre motorizzazioni erano comunque ordinabili anche con trazione integrale Quattro.

## Evoluzione

### Carriera commerciale

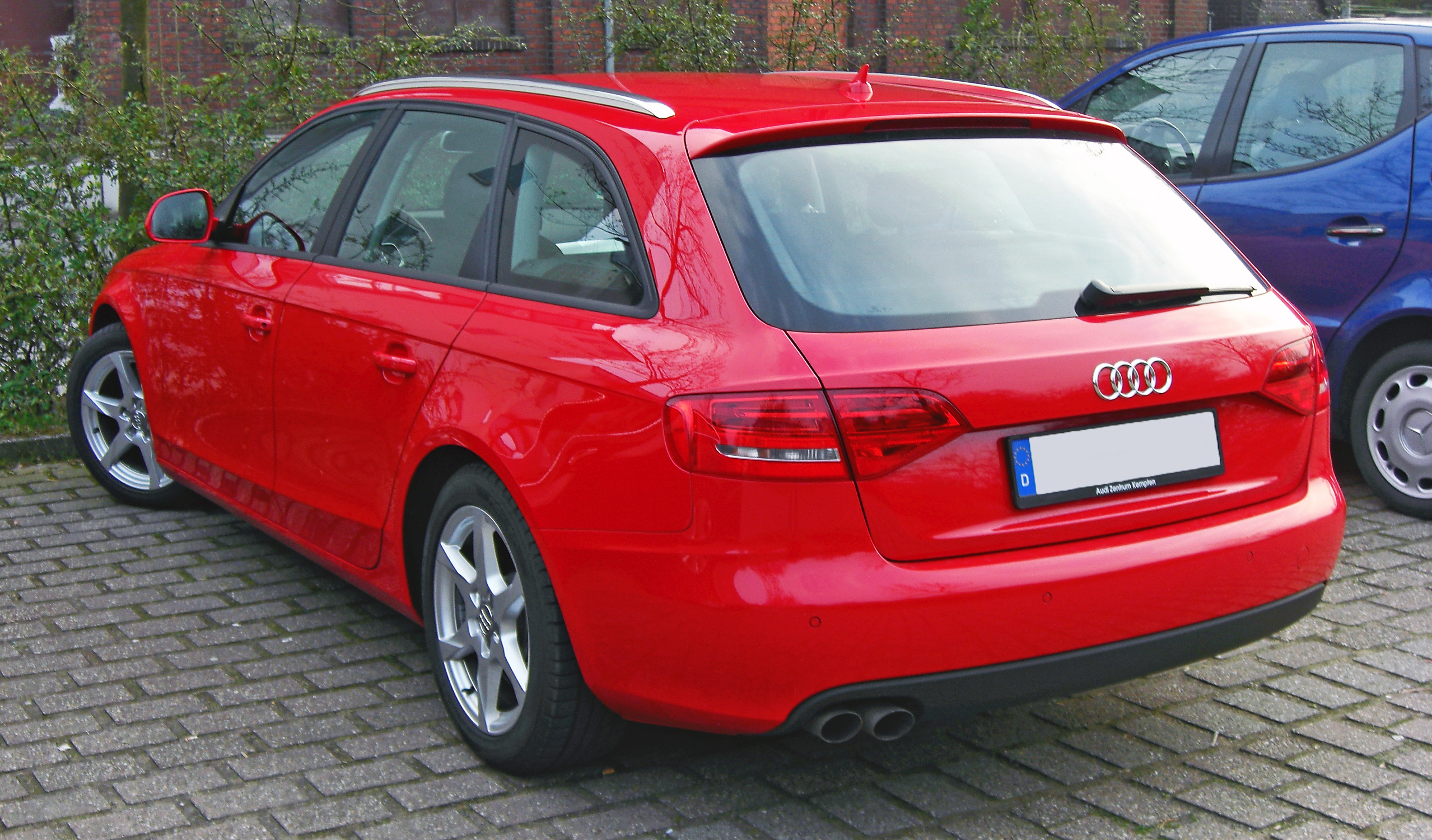
A4 B8 Avant

La produzione della A4 B8 fu avviata nell'autunno del 2007 presso lo stabilimento Ingolstadt in Baviera. All'inizio del 2008 la gamma venne ampliata con l'introduzione di due nuove motorizzazioni, una a benzina e un'altra a gasolio: la prima era una versione economica del 1.8 TFSI già citato, e che in questo caso veniva depotenziata a 120 CV; la seconda motorizzazione era invece basata sul 2 litri da 143 CV già presente in gamma, ma che in questo caso venne portato a 170 CV. Il tempo di inserire queste due motorizzazioni in gamma e già si aprì il sipario del Salone di Ginevra, dove la Casa dei quattro anelli svelò al pubblico la nuova A4 Avant, la versione station wagon destinata a sostituire la precedente Avant su base A4 B7. Rispetto alla berlina cambiava ovviamente la parte posteriore, in cui il bagagliaio crebbe di soli 10 litri coi sedili in posizione standard, ma in cui la volumetria poté essere ampliata fino a ben 1.430 litri rimuovendo il divano posteriore. Gli ingombri esterni non crebbero affatto rispetto alla berlina, se non di pochi millimetri. Anche la gamma motori ricalcò per intero quella della versione a tre volumi, con la quale venne condiviso anche lo stabilimento di produzione. Le prime consegne della Avant si ebbero nell'aprile del 2008, quando l'intera gamma venne per l'occasione ampliata ulteriormente grazie all'introduzione di nuove motorizzazioni, un 2.0 diesel di base da 120 CV e due motori a benzina da 2 litri di cilindrata, turbocompresse e con potenze rispettivamente di 180 e 211 CV, in modo da andare a colmare il vuoto fra il 1.8 TFSI da 160 e il 3.2 aspirato da 265 CV. 

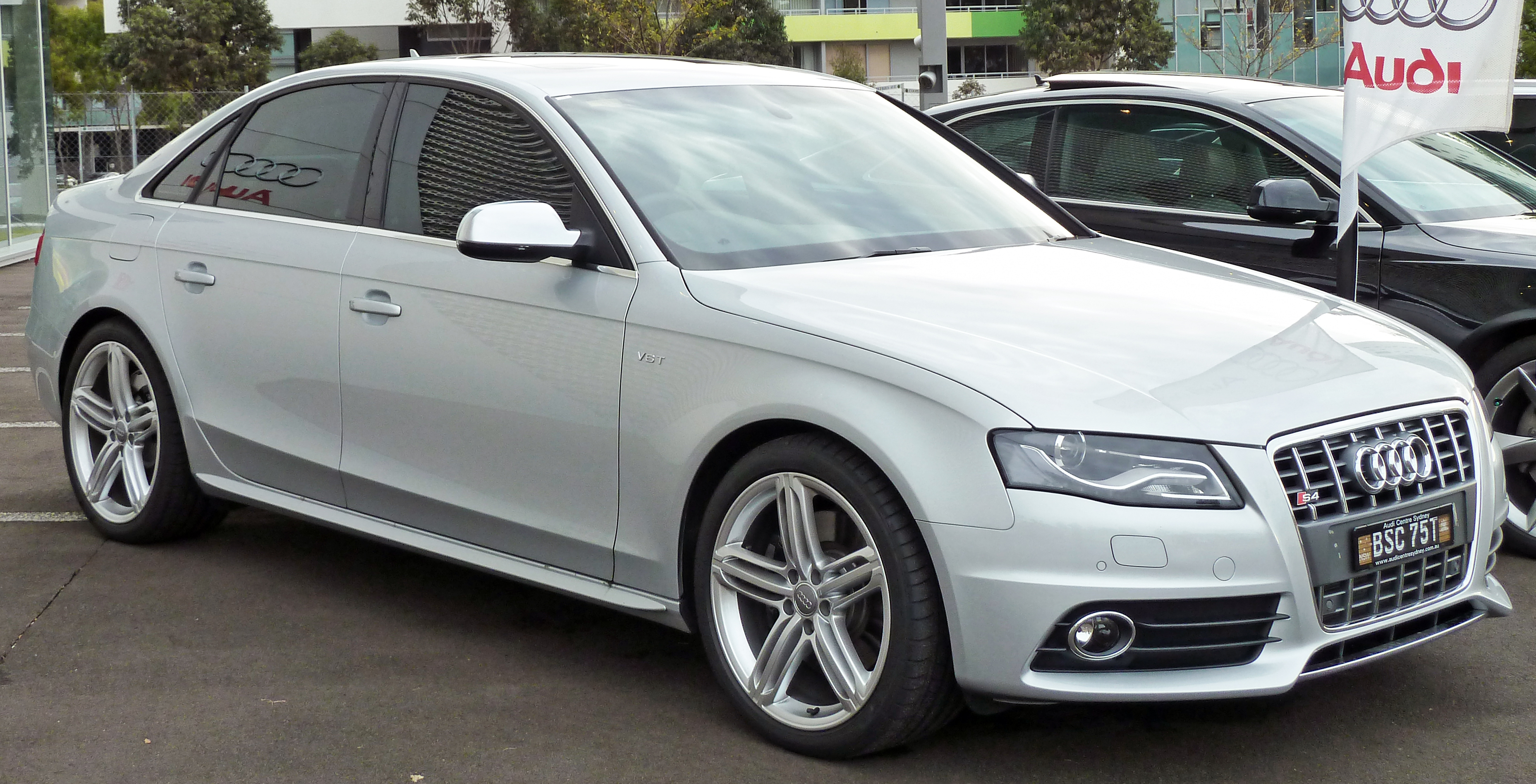
Una S4

Alla fine del 2008 cominciò la produzione della nuova Audi S4, che come da tradizione ormai consolidata, rivestirà il ruolo di versione di punta provvisoria prima dell'arrivo della Audi RS4, anche se quest'ultima verrà proposta solo con carrozzeria station wagon, mentre la S4 fu resa disponibile anche come berlina. La S4 abbandonò il precedente V8 aspirato da 4,2 litri in favore di un inedito motore V6 da 3 litri sovralimentato mediante compressore volumetrico e in grado di erogare una potenza massima di 333 CV. Esternamente la S4 si riconosceva per la calandra cromata con logo S4, per le barre cromate sulle prese d'aria del paraurti anteriore, per i cerchi in lega dal disegno specifico e per il doppio terminale di scarico a uscite sdoppiate. Le prime consegne della S4 si ebbero però solo nel marzo del 2009. Nel frattempo, la A4 cominciò ad essere prodotta anche in Cina, presso lo stabilimento FAW-Volkswagen di Changchun. Per il mercato cinese, la A4 fu proposta in una inedita versione berlina a passo allungato che non arriverà mai in Europa. L'interasse venne infatti aumentato di 6 cm per una maggior abitabilità, secondo una tendenza di mercato locale che preferisce vetture più comode (anche diverse berline BMW prodotte in Cina hanno queste caratteristiche). La A4 cinese venne proposta in due motorizzazioni già presenti in Europa, il 2 litri TFSI da 180 CV e il V6 aspirato da 3,2 litri in grado di erogare fino a 265 CV. 

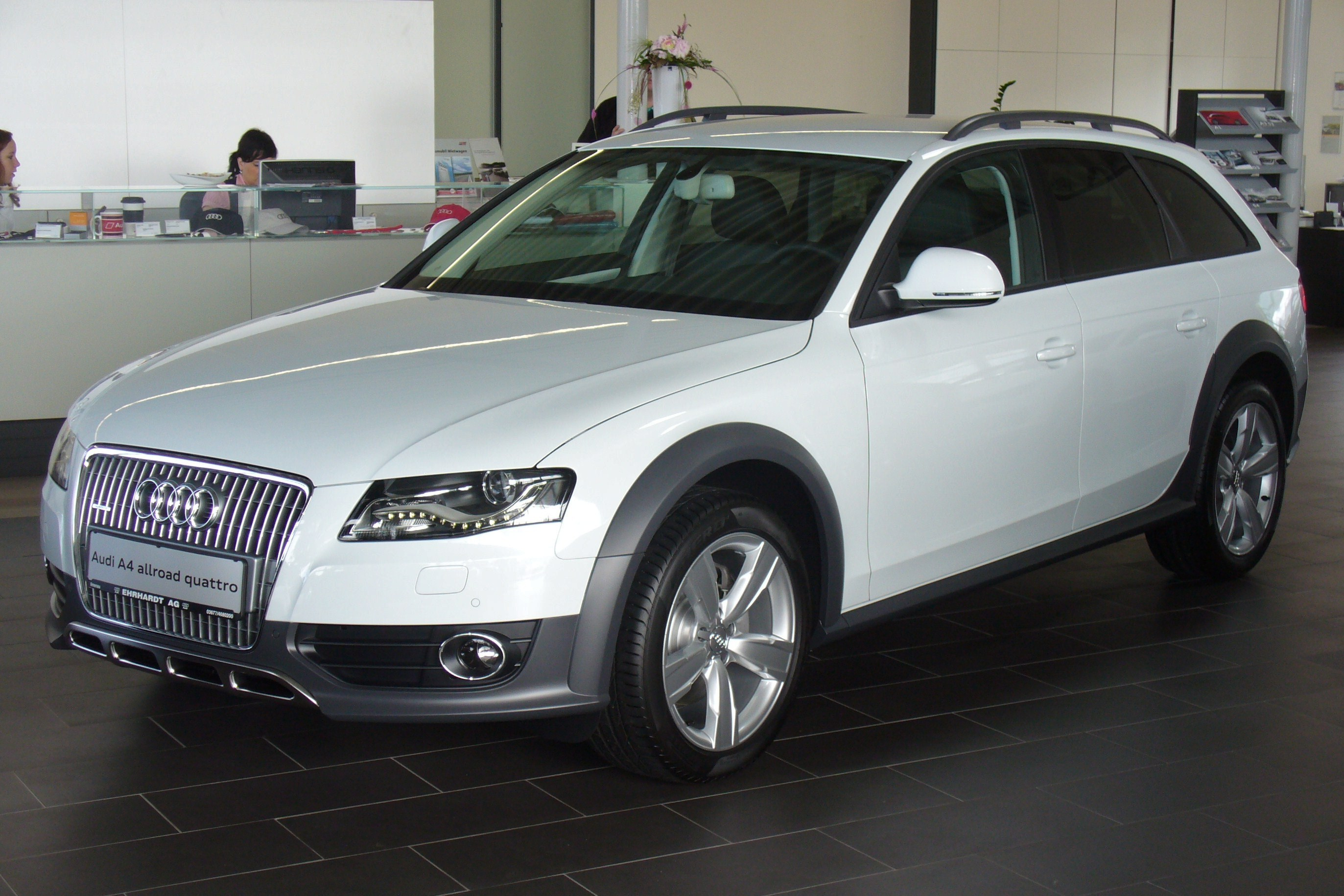
Una A4 Allroad

Sempre nei primi mesi del 2009, mentre i primi esemplari di S4 cominciarono a essere consegnati, esordì su mercato anche la A4 Allroad, una Avant in allestimento off-road, caratterizzata da un'altezza da terra maggiorata di ben 36 mm rispetto al modello Avant, dalla presenza della trazione integrale Quattro (con differenziale centrale tipo Torsen) di serie per tutte le motorizzazioni e dalla presenza di parafanghi e paraurti in plastica grezza per proteggere la carrozzeria da sassolini, fango e piccoli urti che possono verificarsi quando si affronta un terreno non asfaltato. Al suo debutto, la A4 Allroad venne proposta in tre motorizzazioni, tutte già viste nella gamma della normale A4: il 2 litri TFSI da 211 CV, il 2 litri TDI da 170 CV e il 3 litri TDI da 240 CV. Contemporaneamente al lancio della A4 Allroad vi fu un'altra novità nella gamma A4: debuttò infatti la A4 2.0 TDIe, equipaggiata con una nuova variante del 2 litri a gasolio, con potenza massima di 136 CV e dotata di tutta una serie di soluzioni atte al contenimento dei consumi, primo fra tutti il dispositivo Stop&Start, per continuare con alcune leggere rivisitazioni in chiave aerodinamica, un sesta marcia più lunga, una mappatura specifica della centralina e il sistema di recupero dell'energia cinetica in frenata. Un'altra novità, destinata stavolta solo ad alcuni mercati, fu la A4 2.0 TFSI flexible, lanciata nell'autunno del 2009 e spinta da una nuova variante del 2 litri TFSI da 180 CV, modificato e rivisitato per poter funzionare indifferentemente a benzina o a bioetanolo.

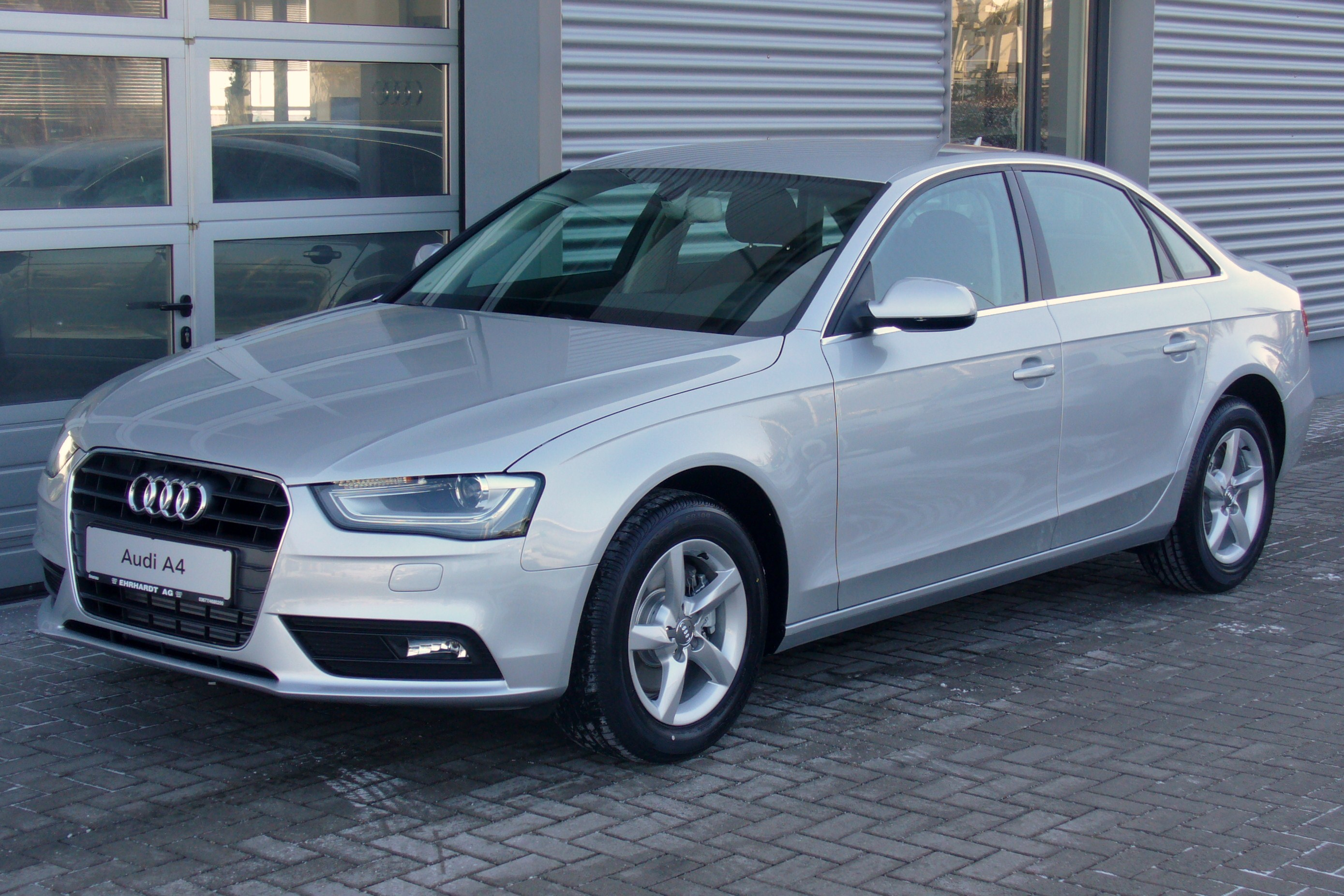
La A4 B8 dopo il restyling del 2011

### Restyling 2011
Nella seconda metà del 2011 si ebbe il restyling di mezza età anche per la A4 B8, un restyling visibile soprattutto nei gruppi ottici anteriori ridisegnati e più simili a quelli montati già nella contemporanea A6 e nella A5, anch'essa recentemente riaggiornata. Le luci diurne a led cambiarono disegno e divennero a linea continua e non più simile a una fila di puntini luminosi. Rinnovata anche parte della gamma motori, con un nuovo 1.8 TFSI da 170 CV che andò a sostituire sia il precedente 1.8 da 160 CV, sia il 2 litri TFSI da 180 CV. Scomparve invece dalla gamma il V6 aspirato da 265 CV, che verrà sostituito solo alcuni mesi più tardi. Rimanendo sempre nell'ambito dell'aggiornamento della gamma motori, il 2 litri diesel da 170 CV venne sostituito da due nuove motorizzazioni, sempre da 2 litri e rispettivamente in grado di erogare 150 e 177 CV. La meno potente di queste due, fu una nuova versione TDIe, cioè equipaggiata con soluzioni atte al contenimento di consumi ed emissioni. Sempre sul fronte diesel, il 2.7 TDI venne pensionato in favore di una versione depotenziata del già noto 3 litri a gasolio, la cui potenza venne limitata a 204 CV. Il 3 litri di potenza superiore, a sua volta, venne portato da 240 a 245 CV. Sempre del 2011 fu l’avvio della produzione della A4 anche in Indonesia, presso lo stabilimento Garuda Mataram Motors di Giacarta.

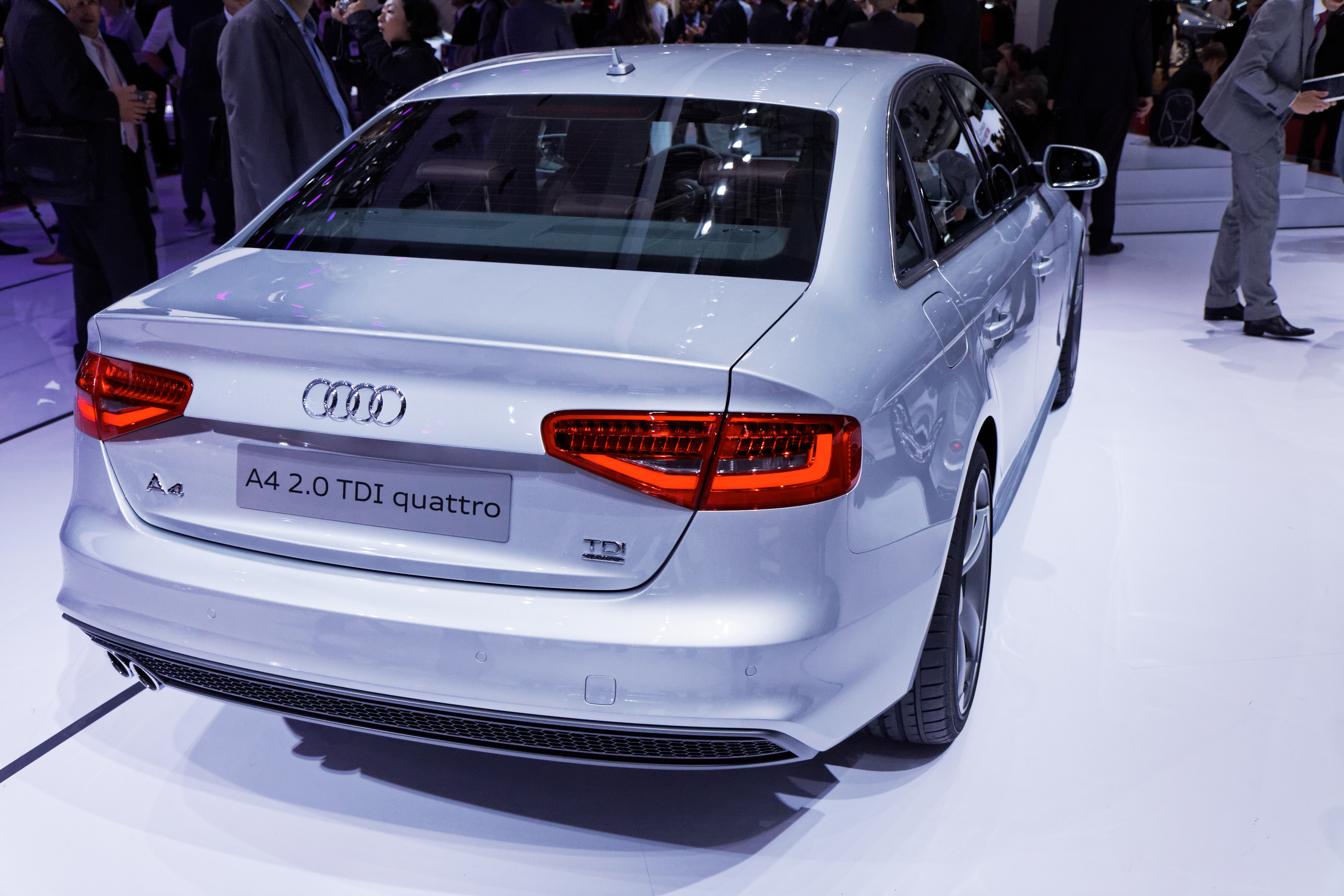
La A4 B8 dopo il restyling del 2011

Nel febbraio del 2012 debutta la sostituta della A4 3.2 FSI, ossia la A4 3.0 TFSI, spinta dallo stesso 3 litri con compressore della S4, ma con potenza scesa a 272 CV. Il mese successivo, al Salone di Ginevra venne finalmente presentata la RS4 su base B8, la cui nuova edizione del poderoso V8 da 4,2 litri aspirato venne portata a ben 450 CV di potenza massima.

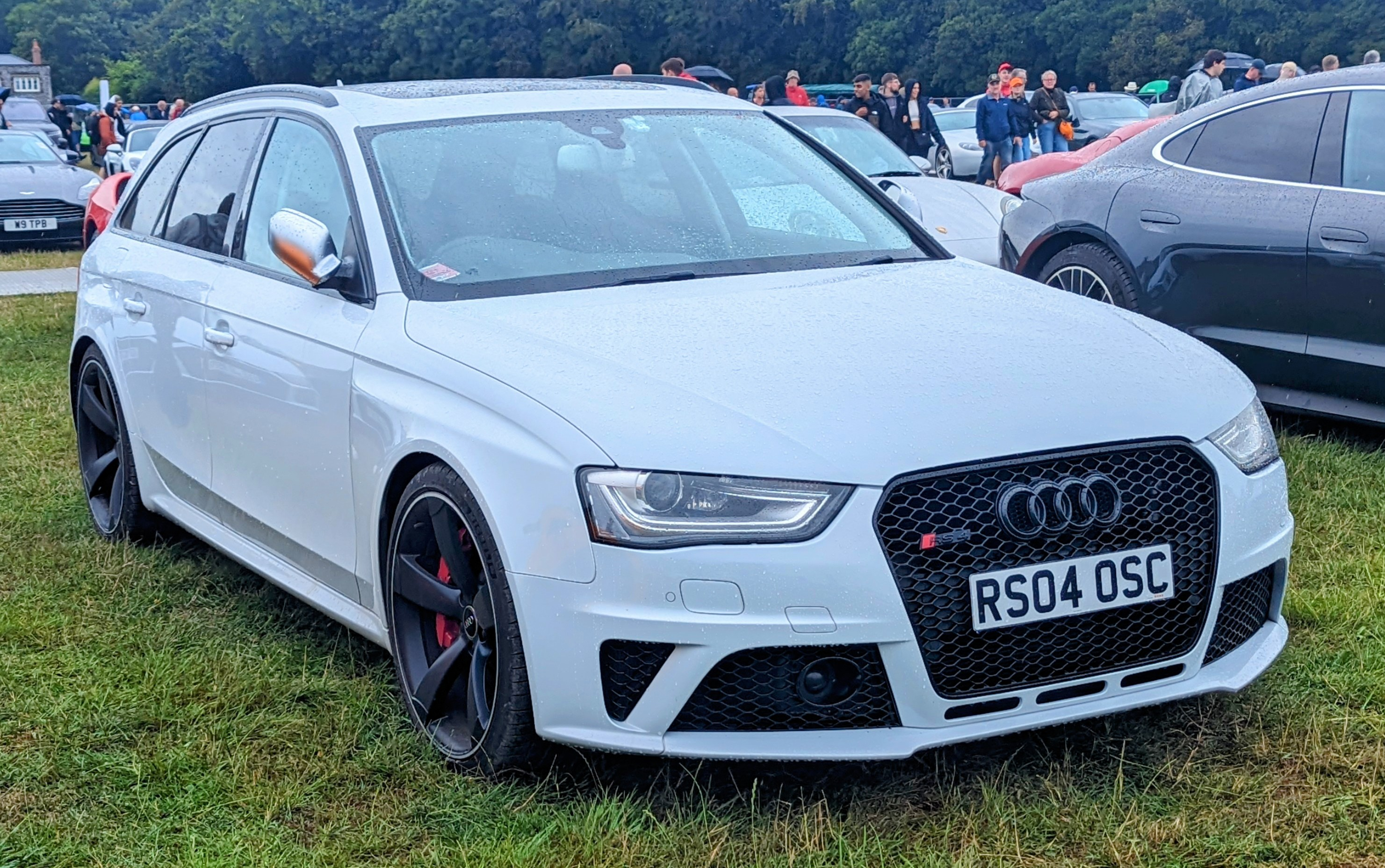
La RS4 B8

Nel 2013 il 2 litri a benzina da 211 CV venne portato a quota 225, mentre nella gamma diesel il 2 litri da 143 CV beneficiò di sette CV supplementari. L'anno seguente vi fu l'ultimo aggiornamento alla gamma motori della A4 B8: nello spazio vuoto fra il 3 litri TDI da 204 CV e il 2 litri TDI da 177 CV venne inserito un nuovo 2 litri a gasolio, con potenza massima di 190 CV, affiancato dalla versione depotenziata da 163 CV, entrambi con sistema Ad-Blue per l'omologazione E6, curiosamente lo stesso livello di potenza raggiunto dal vecchio V6 TDI da 2,7 litri.
Nel corso del 2015 si ebbe un progressivo ridimensionamento della gamma motori, fino ad arrivare al mese di agosto, quando la A4 B8, sia berlina che Avant, venne cancellata dai listini. Rimase in listino per qualche mese solo la versione Allroad, disponibile a quel punto solo nelle motorizzazioni 2.0 TFSI da 225 CV, 2.0 TDI da 150 e 190 CV e 3.0 TDI da 245 CV. Nel febbraio del 2016 anche questa versione scomparve definitivamente dai listini.

## Motorizzazioni
Di seguito vengono riepilogate le caratteristiche relative alle varie versioni costituenti la gamma della quarta generazione dell'Audi A4:
| Audi A4 B8 (2007-15) |             |             |            |                                                    |                |                |           |                            |                    |              |                     |                    |                       |                    |
| Modello | Carrozzeria | Motore      | Cilindrata | Alimentazione                                      | Potenza CV/rpm | Coppia Nm/rpm  | Trazione  | Cambio/ N°rapporti         | Massa a vuoto (kg) | Velocità max | Acceler. 0–100 km/h | Consumo (l/100 km) | Emissioni CO2/ (g/km) | Anni di produzione |
| Versioni a benzina |             |             |            |                                                    |                |                |           |                            |                    |              |                     |                    |                       |                    |
| A4 1.8 TFSI (120 CV) | Berlina     | CABA / CDHA | 1798       | Iniezione diretta + turbocompressore + intercooler | 120/ 3650-6200 | 230/ 1300-3650 | Anteriore | Manuale 6 marce            | 1.410              | 208          | 10"5                | 7,5                | 169                   | 01/2008-02/2015    |
| A4 1.8 TFSI (120 CV) | Avant       | CABA / CDHA | 1798       | Iniezione diretta + turbocompressore + intercooler | 120/ 3650-6200 | 230/ 1300-3650 | Anteriore | Manuale 6 marce            | 1.470              | 200          | 10"8                | 7,5                | 169                   | 01/2008-02/2015    |
| A4 1.8 TFSI (160 CV) | Berlina     | CABB / CDHB | 1798       | Iniezione diretta + turbocompressore + intercooler | 160/ 4500-6200 | 250/ 1500-4800 | Anteriore | Manuale 6 marce            | 1.410              | 225          | 8"6                 | 7,5                | 169                   | 09/2007-08/2011    |
| A4 1.8 TFSI (160 CV) | Avant       | CABB / CDHB | 1798       | Iniezione diretta + turbocompressore + intercooler | 160/ 4500-6200 | 250/ 1500-4800 | Anteriore | Manuale 6 marce            | 1.470              | 218          | 8"9                 | 7,5                | 169                   | 09/2007-08/2011    |
| A4 1.8 TFSI quattro (160 CV) | Berlina     | CABB / CDHB | 1798       | Iniezione diretta + turbocompressore + intercooler | 160/ 4500-6200 | 250/ 1500-4800 | Integrale | Manuale 6 marce            | 1.510              | 225          | 8"6                 | 8                  | 176                   | 09/2007-08/2011    |
| A4 1.8 TFSI quattro (160 CV) | Avant       | CABB / CDHB | 1798       | Iniezione diretta + turbocompressore + intercooler | 160/ 4500-6200 | 250/ 1500-4800 | Integrale | Manuale 6 marce            | 1.560              | 218          | 8"9                 | 8,1                | 179                   | 09/2007-08/2011    |
| A4 1.8 TFSI (170 CV) | Berlina     | CJEB        | 1798       | Iniezione diretta + turbocompressore + intercooler | 170/ 3800-6200 | 320/ 1400-3700 | Anteriore | Manuale 6 marce1           | 1.430              | 230          | 8"3                 | 6                  | 144                   | 07/2011-08/2015    |
| A4 1.8 TFSI (170 CV) | Avant       | CJEB        | 1798       | Iniezione diretta + turbocompressore + intercooler | 170/ 3800-6200 | 320/ 1400-3700 | Anteriore | Manuale 6 marce1           | 1.490              | 215          | 8"4                 | 6,2                | 139                   | 07/2011-08/2015    |
| A4 1.8 TFSI quattro (170 CV) | Berlina     | CJEB        | 1798       | Iniezione diretta + turbocompressore + intercooler | 170/ 3800-6200 | 320/ 1400-3700 | Integrale | Manuale 6 marce            | 1.505              | 229          | 7"9                 | 6,5                | 144                   | 07/2011-08/2015    |
| A4 1.8 TFSI quattro (170 CV) | Avant       | CJEB        | 1798       | Iniezione diretta + turbocompressore + intercooler | 170/ 3800-6200 | 320/ 1400-3700 | Integrale | Manuale 6 marce            | 1.560              | 220          | 8"1                 | 6,7                | 149                   | 07/2011-08/2015    |
| A4 2.0 TFSI flexible2 | Berlina     | CFKA        | 1984       | Iniezione diretta + turbocompressore + intercooler | 180/ 4000-6000 | 320/ 1500-3900 | Anteriore | Manuale 6 marce            | 1.430              | 236          | 7"9                 | 6,23               | 149                   | 10/2009-02/20152   |
| A4 2.0 TFSI flexible2 | Avant       | CFKA        | 1984       | Iniezione diretta + turbocompressore + intercooler | 180/ 4000-6000 | 320/ 1500-3900 | Anteriore | Manuale 6 marce            | 1.495              | 228          | 8"1                 | 6,6                | 154                   | 10/2009-02/20152   |
| A4 2.0 TFSI quattro flexible2 | Berlina     | CFKA        | 1984       | Iniezione diretta + turbocompressore + intercooler | 180/ 4000-6000 | 320/ 1500-3900 | Integrale | Manuale 6 marce            | 1.530              | 232          | 7"7                 | 7,3                | 169                   | 10/2009-02/20152   |
| A4 2.0 TFSI quattro flexible2 | Avant       | CFKA        | 1984       | Iniezione diretta + turbocompressore + intercooler | 180/ 4000-6000 | 320/ 1500-3900 | Integrale | Manuale 6 marce            | 1.575              | 224          | 7"9                 | 7,54               | 174                   | 10/2009-02/20152   |
| A4 2.0 TFSI (180 CV) | Berlina     | CDNB / CAEA | 1984       | Iniezione diretta + turbocompressore + intercooler | 180/ 4000-6000 | 320/ 1500-3900 | Anteriore | Manuale 6 marce            | 1.430              | 236          | 7"9                 | 7,1                | 149                   | 04/2008-10/2011    |
| A4 2.0 TFSI (180 CV) | Avant       | CDNB / CAEA | 1984       | Iniezione diretta + turbocompressore + intercooler | 180/ 4000-6000 | 320/ 1500-3900 | Anteriore | Manuale 6 marce            | 1.490              | 228          | 8"1                 | 6,9                | 154                   | 04/2008-10/2011    |
| A4 2.0 TFSI (211 CV) | Berlina     | CAEB / CDNC | 1984       | Iniezione diretta + turbocompressore + intercooler | 211/ 4300-6000 | 350/ 1500-4200 | Anteriore | Manuale 6 marce            | 1.455              | 250          | 6"9                 | 6,7                | 149                   | 04/2008–04/2013    |
| A4 2.0 TFSI (211 CV) | Avant       | CAEB / CDNC | 1984       | Iniezione diretta + turbocompressore + intercooler | 211/ 4300-6000 | 350/ 1500-4200 | Anteriore | Manuale 6 marce            | 1.495              | 242          | 7"1                 | 6,9                | 154                   | 04/2008–04/2013    |
| A4 2.0 TFSI quattro (211 CV) | Berlina     | CAEB / CDNC | 1984       | Iniezione diretta + turbocompressore + intercooler | 211/ 4300-6000 | 350/ 1500-4200 | Integrale | Manuale 6 marce            | 1.530              | 246          | 6"6                 | 7,6                | 169                   | 04/2008–04/2013    |
| A4 2.0 TFSI quattro (211 CV) | Avant       | CAEB / CDNC | 1984       | Iniezione diretta + turbocompressore + intercooler | 211/ 4300-6000 | 350/ 1500-4200 | Integrale | Manuale 6 marce            | 1.565              | 238          | 6"7                 | 7,8                | 174                   | 04/2008–04/2013    |
| A4 2.0 TFSI quattro (211 CV) | Allroad     | CAEB / CDNC | 1984       | Iniezione diretta + turbocompressore + intercooler | 211/ 4300-6000 | 350/ 1500-4200 | Integrale | Manuale 6 marce            | 1.615              | 230          | 6"9                 | 7,9                | 184                   | 02/2009-04/2013    |
| A4 2.0 TFSI (225 CV) | Berlina     | CNCD        | 1984       | Iniezione diretta + turbocompressore + intercooler | 225/ 4500-6250 | 350/ 1500-4500 | Anteriore | Manuale 6 marce            | 1.450              | 250          | 6"8                 | 6,2                | 138                   | 04/2013–08/2015    |
| A4 2.0 TFSI (225 CV) | Avant       | CNCD        | 1984       | Iniezione diretta + turbocompressore + intercooler | 225/ 4500-6250 | 350/ 1500-4500 | Anteriore | Manuale 6 marce            | 1.505              | 245          | 7"                  | 6,6                | 143                   | 04/2013–08/2015    |
| A4 2.0 TFSI quattro (225 CV) | Berlina     | CNCD        | 1984       | Iniezione diretta + turbocompressore + intercooler | 225/ 4500-6250 | 350/ 1500-4500 | Integrale | Manuale 6 marce            | 1.530              | 250          | 6"4                 | 6,9                | 152                   | 04/2013–08/2015    |
| A4 2.0 TFSI quattro (225 CV) | Avant       | CNCD        | 1984       | Iniezione diretta + turbocompressore + intercooler | 225/ 4500-6250 | 350/ 1500-4500 | Integrale | Manuale 6 marce            | 1.575              | 240          | 6"5                 | 7                  | 154                   | 04/2013–08/2015    |
| A4 2.0 TFSI quattro (225 CV) | Allroad     | CNCD        | 1984       | Iniezione diretta + turbocompressore + intercooler | 225/ 4500-6250 | 350/ 1500-4500 | Integrale | Manuale 6 marce            | 1.655              | 234          | 6"7                 | 7                  | 164                   | 04/2013-02/2016    |
| A4 3.0 TFSI quattro | Berlina     | CMUA        | 2995       | Iniezione diretta + compressore volumetrico        | 272/ 4780-6500 | 400/ 2150-4780 | Integrale | Doppia frizione 7 rapporti | 1.665              | 250          | 5"4                 | 8,5                | 190                   | 02/2012-05/2015    |
| A4 3.0 TFSI quattro | Avant       | CMUA        | 2995       | Iniezione diretta + compressore volumetrico        | 272/ 4780-6500 | 400/ 2150-4780 | Integrale | Doppia frizione 7 rapporti | 1.715              | 250          | 6"1                 | 8,8                | 197                   | 02/2012-05/2015    |
| S4 3.0 TFSI quattro | Berlina     | CAKA / CCBA | 2995       | Iniezione diretta + compressore volumetrico        | 333/ 5500-7000 | 440/ 2900-5300 | Integrale | Manuale 6 marce            | 1.660              | 250          | 5"                  | 8,8                | 190                   | 11/2008-10/2015    |
| S4 3.0 TFSI quattro | Avant       | CAKA / CCBA | 2995       | Iniezione diretta + compressore volumetrico        | 333/ 5500-7000 | 440/ 2900-5300 | Integrale | Manuale 6 marce            | 1.750              | 250          | 5"1                 | 8,8                | 197                   | 11/2008-10/2015    |
| A4 3.2 V6 FSI | Berlina     | CALA        | 3197       | Iniezione diretta                                  | 265/6500       | 330/ 3000-5000 | Anteriore | Manuale 6 marce            | 1.580              | 250          | 6"5                 | 8,2                | 192                   | 09/2007-08/2011    |
| A4 3.2 V6 FSI | Avant       | CALA        | 3197       | Iniezione diretta                                  | 265/6500       | 330/ 3000-5000 | Anteriore | Manuale 6 marce            | 1.600              | 250          | 6"6                 | 8,4                | 195                   | 09/2007-08/2011    |
| A4 3.2 V6 FSI quattro | Berlina     | CALA        | 3197       | Iniezione diretta                                  | 265/6500       | 330/ 3000-5000 | Integrale | Manuale 6 marce            | 1.640              | 250          | 6"2                 | 10                 | 219                   | 09/2007-08/2011    |
| A4 3.2 V6 FSI quattro | Avant       | CALA        | 3197       | Iniezione diretta                                  | 265/6500       | 330/ 3000-5000 | Integrale | Manuale 6 marce            | 1.680              | 250          | 6"4                 | 10                 | 216                   | 09/2007-08/2011    |
| RS4 | Avant       | CFSA        | 4163       | Iniezione diretta                                  | 450/8250       | 430/ 4000-6000 | Integrale | Doppia frizione 7 rapporti | 1.795              | 250          | 4"7                 | 10,7               | 249                   | 06/2012-06/2015    |
| Versioni diesel |             |             |            |                                                    |                |                |           |                            |                    |              |                     |                    |                       |                    |
| A4 2.0 TDI (120 CV) | Berlina     | CAGC / CJCC | 1968       | Turbodiesel iniezione diretta common rail          | 120/4000       | 290/ 1750-2500 | Anteriore | Manuale 6 marce            | 1.465              | 205          | 10"7                | 5,1                | 129                   | 04/2008-02/2015    |
| A4 2.0 TDI (120 CV) | Avant       | CAGC / CJCC | 1968       | Turbodiesel iniezione diretta common rail          | 120/4000       | 290/ 1750-2500 | Anteriore | Manuale 6 marce            | 1.525              | 197          | 11"2                | 5,3                | 134                   | 04/2008-02/2015    |
| A4 2.0 TDIe (136 CV) | Berlina     | CAGB / CJCB | 1968       | Turbodiesel iniezione diretta common rail          | 136/ 3000-4400 | 320/ 1500-3000 | Anteriore | Manuale 6 marce            | 1.460              | 215          | 9"5                 | 5                  | 124                   | 04/2009-08/2015    |
| A4 2.0 TDIe (136 CV) | Avant       | CAGB / CJCB | 1968       | Turbodiesel iniezione diretta common rail          | 136/ 3000-4400 | 320/ 1500-3000 | Anteriore | Manuale 6 marce            | 1.535              | 208          | 9"7                 | 5,1                | 129                   | 04/2009-08/2015    |
| A4 2.0 TDI (143 CV) | Berlina     | CAGA / CJCA | 1968       | Turbodiesel iniezione diretta common rail          | 143/4200       | 320/ 1750-2500 | Anteriore | Manuale 6 marce            | 1.460              | 215          | 9"4                 | 5,3                | 134                   | 09/2007-04/2013    |
| A4 2.0 TDI (143 CV) | Avant       | CAGA / CJCA | 1968       | Turbodiesel iniezione diretta common rail          | 143/4200       | 320/ 1750-2500 | Anteriore | Manuale 6 marce            | 1.525              | 208          | 9"7                 | 5,5                | 139                   | 09/2007-04/2013    |
| A4 2.0 TDI quattro (143 CV) | Berlina     | CAGA / CJCA | 1968       | Turbodiesel iniezione diretta common rail          | 143/4200       | 320/ 1750-2500 | Integrale | Manuale 6 marce            | 1.560              | 215          | 9"3                 | 5,8                | 147                   | 09/2007-04/2013    |
| A4 2.0 TDI quattro (143 CV) | Avant       | CAGA / CJCA | 1968       | Turbodiesel iniezione diretta common rail          | 143/4200       | 320/ 1750-2500 | Integrale | Manuale 6 marce            | 1.600              | 207          | 9"6                 | 6                  | 154                   | 09/2007-04/2013    |
| A4 2.0 TDI quattro (143 CV) | Allroad     | CAGA / CJCA | 1968       | Turbodiesel iniezione diretta common rail          | 143/4200       | 320/ 1750-2500 | Integrale | Manuale 6 marce            | 1.630              | 200          | 10"3                | 6,4                | 164                   | 07/2009-04/2013    |
| A4 2.0 TDI (150 CV) | Berlina     | CJCD / CMFB | 1968       | Turbodiesel iniezione diretta common rail          | 150/4200       | 320/ 1750-2500 | Anteriore | Manuale 6 marce            | 1.480              | 216          | 9"2                 | 4,5                | 119                   | 04/2013-08/2015    |
| A4 2.0 TDI (150 CV) | Avant       | CJCD / CMFB | 1968       | Turbodiesel iniezione diretta common rail          | 150/4200       | 320/ 1750-2500 | Anteriore | Manuale 6 marce            | 1.535              | 208          | 9"5                 | 4,7                | 124                   | 04/2013-08/2015    |
| A4 2.0 TDI quattro (150 CV) | Berlina     | CJCD / CMFB | 1968       | Turbodiesel iniezione diretta common rail          | 150/4200       | 320/ 1750-2500 | Integrale | Manuale 6 marce            | 1.560              | 215          | 9"3                 | 5,1                | 133                   | 04/2013-08/2015    |
| A4 2.0 TDI quattro (150 CV) | Avant       | CJCD / CMFB | 1968       | Turbodiesel iniezione diretta common rail          | 150/4200       | 320/ 1750-2500 | Integrale | Manuale 6 marce            | 1.600              | 207          | 9"6                 | 5,3                | 138                   | 04/2013-08/2015    |
| A4 2.0 TDI quattro (150 CV) | Allroad     | CJCD / CMFB | 1968       | Turbodiesel iniezione diretta common rail          | 150/4200       | 320/ 1750-2500 | Integrale | Manuale 6 marce            | 1.630              | 200          | 9"7                 | 5,8                | 152                   | 04/2013-02/2016    |
| A4 2.0 TDIe (163 CV) | Berlina     | CAHB / CGLD | 1968       | Turbodiesel iniezione diretta common rail          | 163/ 3000-4200 | 400/ 1750-2750 | Anteriore | Manuale 6 marce            | 1.480              | 225          | 8"4                 | 4,6                | 115                   | 11/2011-08/2015    |
| A4 2.0 TDIe (163 CV) | Avant       | CAHB / CGLD | 1968       | Turbodiesel iniezione diretta common rail          | 163/ 3000-4200 | 400/ 1750-2750 | Anteriore | Manuale 6 marce            | 1.525              | 216          | 8"7                 | 4,7                | 120                   | 11/2011-08/2015    |
| A4 2.0 TDI (170 CV) | Berlina     | CAHA        | 1968       | Turbodiesel iniezione diretta common rail          | 170/4200       | 350/ 1750-2500 | Anteriore | Manuale 6 marce            | 1.465              | 230          | 8"3                 | 5,3                | 134                   | 02/2008-11/2011    |
| A4 2.0 TDI (170 CV) | Avant       | CAHA        | 1968       | Turbodiesel iniezione diretta common rail          | 170/4200       | 350/ 1750-2500 | Anteriore | Manuale 6 marce            | 1.525              | 222          | 8"6                 | 5,7                | 144                   | 02/2008-11/2011    |
| A4 2.0 TDI quattro (170 CV) | Berlina     | CAHA        | 1968       | Turbodiesel iniezione diretta common rail          | 170/4200       | 350/ 1750-2500 | Integrale | Manuale 6 marce            | 1.560              | 228          | 8"3                 | 5,9                | 149                   | 02/2008-11/2011    |
| A4 2.0 TDI quattro (170 CV) | Avant       | CAHA        | 1968       | Turbodiesel iniezione diretta common rail          | 170/4200       | 350/ 1750-2500 | Integrale | Manuale 6 marce            | 1.600              | 220          | 8"6                 | 6                  | 154                   | 02/2008-11/2011    |
| A4 2.0 TDI quattro (170 CV) | Allroad     | CAHA        | 1968       | Turbodiesel iniezione diretta common rail          | 170/4200       | 350/ 1750-2500 | Integrale | Manuale 6 marce            | 1.670              | 213          | 8"9                 | 6,6                | 164                   | 02/2009-11/2011    |
| A4 2.0 TDI (177 CV) | Berlina     | CGLC        | 1968       | Turbodiesel iniezione diretta common rail          | 177/4200       | 380/ 1750-2500 | Anteriore | Manuale 6 marce            | 1.480              | 230          | 8"2                 | 4,6                | 120                   | 02/2008-11/2011    |
| A4 2.0 TDI (177 CV) | Avant       | CGLC        | 1968       | Turbodiesel iniezione diretta common rail          | 177/4200       | 380/ 1750-2500 | Anteriore | Manuale 6 marce            | 1.535              | 222          | 8"4                 | 4,8                | 126                   | 02/2008-11/2011    |
| A4 2.0 TDI quattro (177 CV) | Berlina     | CGLC        | 1968       | Turbodiesel iniezione diretta common rail          | 177/4200       | 380/ 1750-2500 | Integrale | Manuale 6 marce            | 1.560              | 228          | 7"8                 | 5,1                | 134                   | 02/2008-11/2011    |
| A4 2.0 TDI quattro (177 CV) | Avant       | CGLC        | 1968       | Turbodiesel iniezione diretta common rail          | 177/4200       | 380/ 1750-2500 | Integrale | Manuale 6 marce            | 1.600              | 222          | 7"9                 | 5,3                | 139                   | 02/2008-11/2011    |
| A4 2.0 TDI quattro (177 CV) | Allroad     | CGLC        | 1968       | Turbodiesel iniezione diretta common rail          | 177/4200       | 380/ 1750-2500 | Integrale | Manuale 6 marce            | 1.630              | 215          | 8"2                 | 5,9                | 153                   | 11/2011-02/2015    |
| A4 2.0 TDI (190 CV) | Berlina     | CNHA        | 1968       | Turbodiesel iniezione diretta common rail          | 190/ 3800-4200 | 400/ 1400-3250 | Anteriore | Manuale 6 marce            | 1.480              | 240          | 7"7                 | 4,5                | 117                   | 03/2014-08/2015    |
| A4 2.0 TDI (190 CV) | Avant       | CNHA        | 1968       | Turbodiesel iniezione diretta common rail          | 190/ 3800-4200 | 400/ 1400-3250 | Anteriore | Manuale 6 marce            | 1.520              | 232          | 7"9                 | 4,7                | 123                   | 03/2014-08/2015    |
| A4 2.0 TDI quattro (190 CV) | Berlina     | CNHA        | 1968       | Turbodiesel iniezione diretta common rail          | 190/ 3800-4200 | 400/ 1400-3250 | Integrale | Manuale 6 marce            | 1.560              | 235          | 7"4                 | 4,9                | 128                   | 03/2014-08/2015    |
| A4 2.0 TDI quattro (190 CV) | Avant       | CNHA        | 1968       | Turbodiesel iniezione diretta common rail          | 190/ 3800-4200 | 400/ 1400-3250 | Integrale | Manuale 6 marce            | 1.600              | 229          | 7"6                 | 5,1                | 132                   | 03/2014-08/2015    |
| A4 2.0 TDI quattro (190 CV) | Allroad     | CNHA        | 1968       | Turbodiesel iniezione diretta common rail          | 190/ 3800-4200 | 400/ 1400-3250 | Integrale | Manuale 6 marce            | 1.630              | 223          | 7"6                 | 5,6                | 145                   | 03/2014-02/2016    |
| A4 2.7 TDI | Berlina     | CAMA / CGKA | 2698       | Turbodiesel iniezione diretta common rail          | 190/ 3500-4400 | 400/ 1400-3250 | Anteriore | Manuale 6 marce            | 1.495              | 239          | 7"9                 | 6,3                | 159                   | 09/2007-11/2011    |
| A4 2.7 TDI | Avant       | CAMA / CGKA | 2698       | Turbodiesel iniezione diretta common rail          | 190/ 3500-4400 | 400/ 1400-3250 | Anteriore | Manuale 6 marce            | 1.545              | 230          | 8"3                 | 6,4                | 164                   | 03/2008-11/2011    |
| A4 3.0 TDI (204 CV) | Berlina     | CLAB        | 2967       | Turbodiesel iniezione diretta common rail          | 204/ 3500-4500 | 400/ 1250-3500 | Anteriore | Manuale 6 marce1           | 1.500              | 244          | 7"7                 | 5,1                | 133                   | 11/2011-02/2015    |
| A4 3.0 TDI (204 CV) | Avant       | CLAB        | 2967       | Turbodiesel iniezione diretta common rail          | 204/ 3500-4500 | 400/ 1250-3500 | Anteriore | Manuale 6 marce1           | 1.545              | 235          | 7"9                 | 5,2                | 135                   | 11/2011-02/2015    |
| A4 3.0 TDI quattro (240 CV) | Berlina     | CAPA / CCWA | 2967       | Turbodiesel iniezione diretta common rail          | 240/ 4000-4400 | 500/ 1500-3000 | Integrale | Manuale 6 marce5           | 1.580              | 250          | 6"1                 | 7,3                | 183                   | 09/2007-11/2011    |
| A4 3.0 TDI quattro (240 CV) | Avant       | CAPA / CCWA | 2967       | Turbodiesel iniezione diretta common rail          | 240/ 4000-4400 | 500/ 1500-3000 | Integrale | Manuale 6 marce5           | 1.625              | 250          | 6"3                 | 7,5                | 188                   | 03/2008-11/2011    |
| A4 3.0 TDI quattro (240 CV) | Allroad     | CAPA / CCWA | 2967       | Turbodiesel iniezione diretta common rail          | 240/ 4000-4400 | 500/ 1500-3000 | Integrale | Manuale 6 marce5           | 1.585              | 237          | 6"6                 | 7,6                | 189                   | 02/2009-11/2011    |
| A4 3.0 TDI quattro (245 CV) | Berlina     | CDUC / CKVC | 2967       | Turbodiesel iniezione diretta common rail          | 245/ 4000-4500 | 500/ 1400-3250 | Integrale | Manuale 6 marce5           | 1.620              | 250          | 5"9                 | 5,9                | 149                   | 07/2011-05/2015    |
| A4 3.0 TDI quattro (245 CV) | Avant       | CDUC / CKVC | 2967       | Turbodiesel iniezione diretta common rail          | 245/ 4000-4500 | 500/ 1400-3250 | Integrale | Manuale 6 marce5           | 1.640              | 250          | 6"1                 | 6                  | 154                   | 07/2011-05/2015    |
| A4 3.0 TDI quattro (245 CV) | Allroad     | CDUC / CKVC | 2967       | Turbodiesel iniezione diretta common rail          | 245/ 4000-4500 | 500/ 1400-3250 | Integrale | Manuale 6 marce5           | 1.750              | 240          | 6"2                 | 6                  | 159                   | 11/2011-02/2016    |
| Note: 1Cambio a variazione continua Multitronic in alcuni mercati, fra cui l'Italia 2Disponibili solo in alcuni mercati dove viene venduto ed utilizzato il bioetanolo 38,5 litri/100 km se in modalità bioetanolo 49,8 litri/100 km se in modalità bioetanolo 5Cambio a doppia frizione a 7 rapporti in alcuni mercati, fra cui l'Italia |             |             |            |                                                    |                |                |           |                            |                    |              |                     |                    |                       |                    |